# Flugplatz Basel-Sternenfeld

i7
i11
i13
Der Flugplatz Basel-Sternenfeld war ab 1920 der erste Flugplatz von Basel in der Schweiz. Er lag östlich der Stadtgrenze in der Gemeinde Birsfelden. 1950 wurde er aufgrund mangelnder Erweiterungsmöglichkeiten stillgelegt und durch den Flughafen Basel-Mülhausen ersetzt.

## Vorgeschichte
Am 21. Juni 1919 startete Oskar Bider in St. Jakob bei Basel mit zwei Passagieren zu einem Flug rund um die Schweiz. Nach 7½ Stunden landete der Doppeldecker wieder am Ausgangspunkt, womit diese von der Zeitung «Basler Nachrichten» organisierte PR-Aktion von Erfolg gekrönt war. Daraufhin gründeten innovative Persönlichkeiten einen Verein zur Förderung der Zivilluftfahrt in der Region Basel. Der Verein, der den Namen Aviatik beider Basel trug, führte Flugtage durch und veranstaltete eine Lotterie. Dadurch brachte er die nötigen Geldmittel zusammen, um das Sternenfeld, ein ebenes Gelände zwischen Birsfelden und dem Rhein, zu pachten und dort einen kleinen Hangar zu bauen. Eugen Dietschi als Ballonfahrer war Mitbegründer des Flugplatzes.

## Flugplatz

Plakat von Burkhard Mangold für ein Flugmeeting, 1925

1920 wurde ein einfaches Flugfeld für militärischen und zivilen Flugbetrieb eingerichtet. Am 12. September jenes Jahres erfolgte mit einem gross aufgezogenen Flugmeeting die offizielle Einweihung. Weitere Flugmeetings folgten in den Jahren 1921 und 1923 mit dem Ziel der Geldbeschaffung für den Pachtzins und die Errichtung einiger einfacher Gebäude. Es begann sich zögerlich ein bescheidener Luftverkehr zu entwickeln. Ab dem 16. August 1923 gehörte der Flugplatz Sternenfeld zu den wichtigeren in Europa, als Handley Page Transport, die Fluggesellschaft der Handley Page Aircraft Company, ihre Linie London–Paris nach Dübendorf bei Zürich verlängerte (und dabei jeweils in Birsfelden zwischenlandete). Ein Jahr später folgte die belgische Sabena mit ihrem Kursflug Amsterdam–Brüssel–Basel–Bern.
1924 verfügte Basel somit bereits über Luftverbindungen mit vier wichtigen europäischen Metropolen. Der dringend nötige weitere Ausbau der Anlagen war für Private viel zu kostspielig. Aus diesem Grund wandelte sich der Verein Aviatik beider Basel in diesem Jahr zu einer gemischtwirtschaftlichen Flugplatz-Genossenschaft, an der sich die Kantone Basel-Stadt und Basel-Landschaft mit 60 bzw. 10 Prozent beteiligten. Mit dem zusätzlichen Kapital konnten das Rollfeld auf 80 Hektar erweitert sowie ein grösserer Zivilhangar, ein Verwaltungsgebäude aus Holz und ein Tanklager errichtet werden. Ausserdem wurden zwei Militärhangars in Dübendorf abgebaut und hierher gebracht.

Swissair Douglas DC-3 auf dem Flugplatz Basel-Sternenfeld zwischen 1937 und 1939.

1925 wurde in Basel die erste Balair als Basler Luftverkehrsunternehmen gegründet, welche sich später mit der Zürcher Luftverkehrsgesellschaft Ad Astra Aero zur Swissair vereinigte. 1926 landeten bereits sieben Fluggesellschaften auf den Rasenpisten und der Flugplatz erwies sich erneut als zu klein. Bis 1927 entstanden ein neues Stationsgebäude und ein grösserer Hangar. Daneben erhielt der Platz die erste Nachtlandeeinrichtung der Schweiz. Der Kanton Basel-Landschaft stellte den zusätzlich benötigten Boden pachtweise zur Verfügung, während sich der Kanton Basel-Stadt mit weiteren Anteilscheinen finanziell beteiligte. Während der gesamten Zwischenkriegszeit kam der Betrieb nicht ohne staatliche Subventionen aus: Basel-Land steuerte jährlich 2000 Franken bei, der baselstädtische Beitrag stieg von 45'000 Franken (1924) auf 100'000 Franken (1932).
Einen denkwürdigen Tag hatte das Sternenfeld am 12. Oktober 1930, als 30'000 Menschen die Landung des Luftschiffes LZ 127 «Graf Zeppelin» sahen. Bis zum Zweiten Weltkrieg entwickelte sich das Sternenfeld mit einem Anteil von bis 23,9 % am gesamten schweizerischen Passagierluftverkehr zum zweitwichtigsten Flugplatz der Schweiz. Verkehrsmaschinen von mehr als zehn Gesellschaften flogen den Flugplatz regelmässig an. Die Verkehrszahlen waren beachtlich, benutzten 1938 doch 14'319 Passagiere den Flugplatz. 448 Tonnen Fracht und 241 Tonnen Post wurden befördert. Unmittelbar vor Kriegsausbruch war das Sternenfeld mit 13 Destinationen verbunden.

## Ende des Flugbetriebes

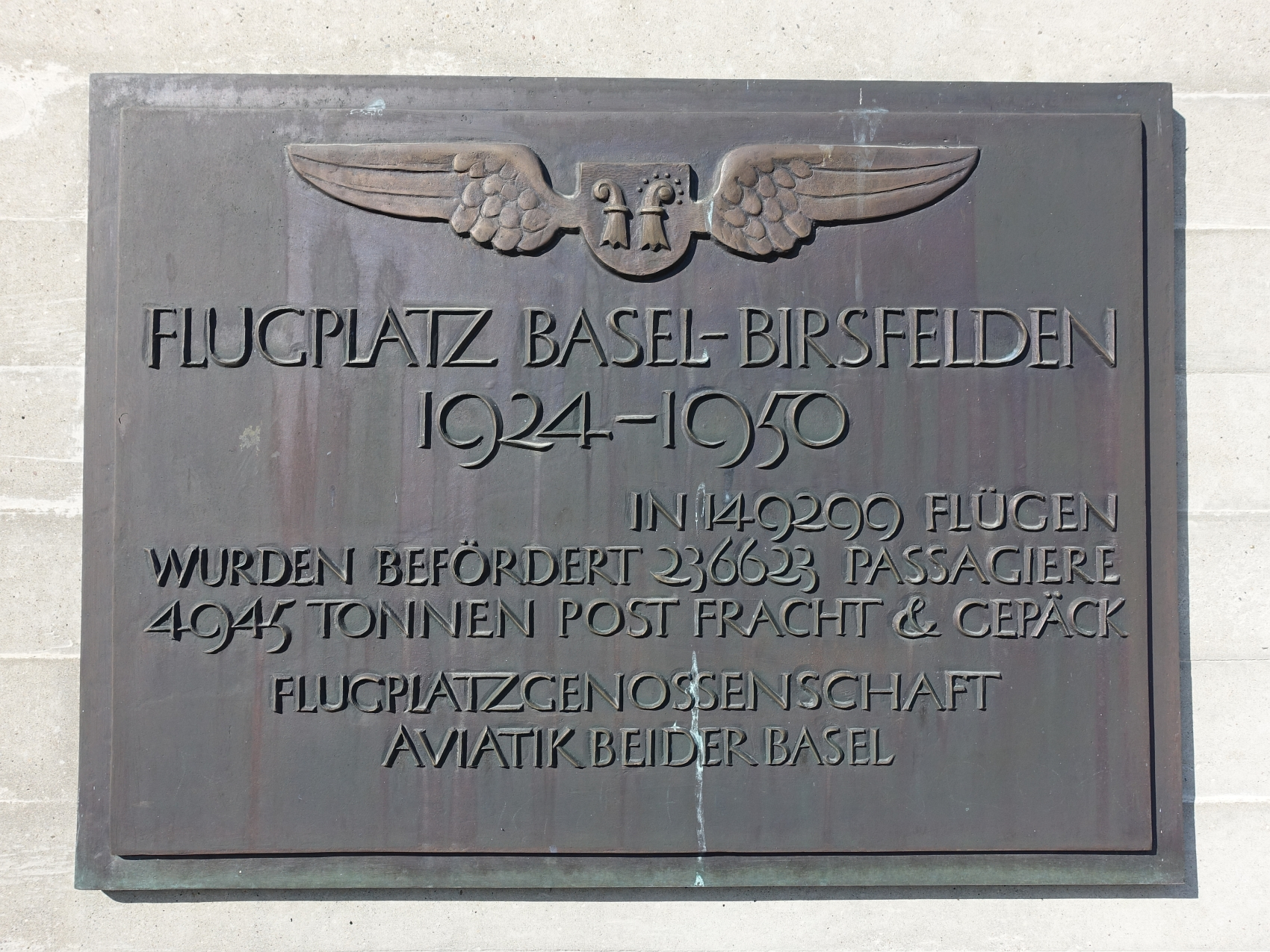
Gedenktafel, Flugplatz Basel-Sternenfeld

Von Anfang an war das Sternenfeld ein Flugplatz auf Zeit, denn das Gelände war vom Kanton Basel-Landschaft ursprünglich mit der Absicht gekauft worden, das Kraftwerk Birsfelden und einen Rheinhafen zu errichten. Somit war das Pachtverhältnis auf den Zeitpunkt befristet, an dem der Kanton über die notwendigen Investitionsmittel verfügen würde. Der für die Hafenplanung zuständige Ingenieur stellte 1929 klar, dass der Flugbetrieb bald nicht mehr möglich sein werde. Deshalb nahm die Flugplatz-Genossenschaft nur noch geringe Ausbauten vor und begann mit der Suche nach einem geeigneten Ersatzstandort. Flugplatzdirektor Charles Koepke schlug 1930 drei mögliche Varianten vor: in der Hard bei Muttenz (mit einer Piste parallel zum Rheinufer), zwischen Allschwil und Bourgfelden (teilweise auf französischem Territorium) sowie Leopoldshöhe bei Weil am Rhein (ganz auf deutschem Gebiet).
Als die Elektra Birseck 1934 zu verstehen gab, dass der Kraftwerkbau möglicherweise früher beginnen könne, schien die Zeit zu drängen. Der Bundesrat sprach sich gegen Verhandlungen mit Frankreich aus, wodurch das anfänglich favorisierte Projekt Allschwil-Bourgfelden ins Hintertreffen geriet und das Projekt Hard wieder bevorzugt wurde. Dieses bot jedoch beschränkte Entwicklungsmöglichkeiten und stiess auf grossen Widerstand der Bevölkerung. Nach einer Protestkundgebung lehnte die Gemeindeversammlung von Muttenz das Projekt 1936 ab. Zwei Eingaben der Basler Kantone und der Flugplatz-Genossenschaft an den Bundesrat, das Projekt Allschwil-Bourgfelden erneut in Betracht zu ziehen, blieben 1936 und 1937 erfolglos. Nach erneutem Lobbying begannen schliesslich 1939 Verhandlungen über den Standort Allschwil-Bourgfelden, doch der Kriegsausbruch machte alle Fortschritte zunichte.
Sämtliche Bemühungen für einen Ersatzstandort während des Krieges blieben erfolglos. Kurz nach Kriegsende kam eine neue Variante ins Spiel, ein ganz auf französischem Territorium gelegener internationaler Flughafen zwischen Saint-Louis und Blotzheim (der nachmalige Flughafen Basel-Mülhausen). Obwohl dort bereits im Mai 1946 ein provisorischer Flugplatz mit Stahlplattenpisten zur Verfügung stand, ging der Flugbetrieb auf dem Sternenfeld noch vier Jahre in begrenztem Rahmen weiter. Nachdem der Passagierflugbetrieb am 30. Juni 1950 geendet hatte, wurde am 27. August mit einem Schaufliegen vom Birsfelder Flugplatz Abschied genommen. Im November 1950 begannen schliesslich die Bauarbeiten am Kraftwerk Birsfelden.
Das Sternenfeld ist heute ein mit Wohnblocks, Industriebauten und Hafenanlagen überbautes Gelände.